# 渡島総合振興局
| 渡島総合振興局 管内のデータ    |                                           |
|                                |                                           |
| 自治体コード                   | 01330-7                                   |
| 発足                           | 2010年4月1日 （渡島支庁から改組）         |
| 面積                           | 3,937.46 km² （2024年10月1日）            |
| 世帯数                         | 204,969世帯 （2024年1月1日 住民基本台帳） |
| 総人口                         | 356,194人 （2025年5月31日 住民基本台帳）  |
| 隣接している 振興局管内        | 檜山振興局 後志総合振興局 胆振総合振興局  |
| 渡島総合振興局（旧・渡島支庁） |                                           |
| 所在地                         | 〒041-8558 函館市美原4丁目6-16            |
| 外部リンク                     | 渡島総合振興局                            |
| 表 話 編 歴                    |                                           |

渡島総合振興局（おしまそうごうしんこうきょく）は、北海道の総合振興局のひとつ。振興局所在地は函館市。2010年（平成22年）4月1日、渡島支庁に代わって発足した。

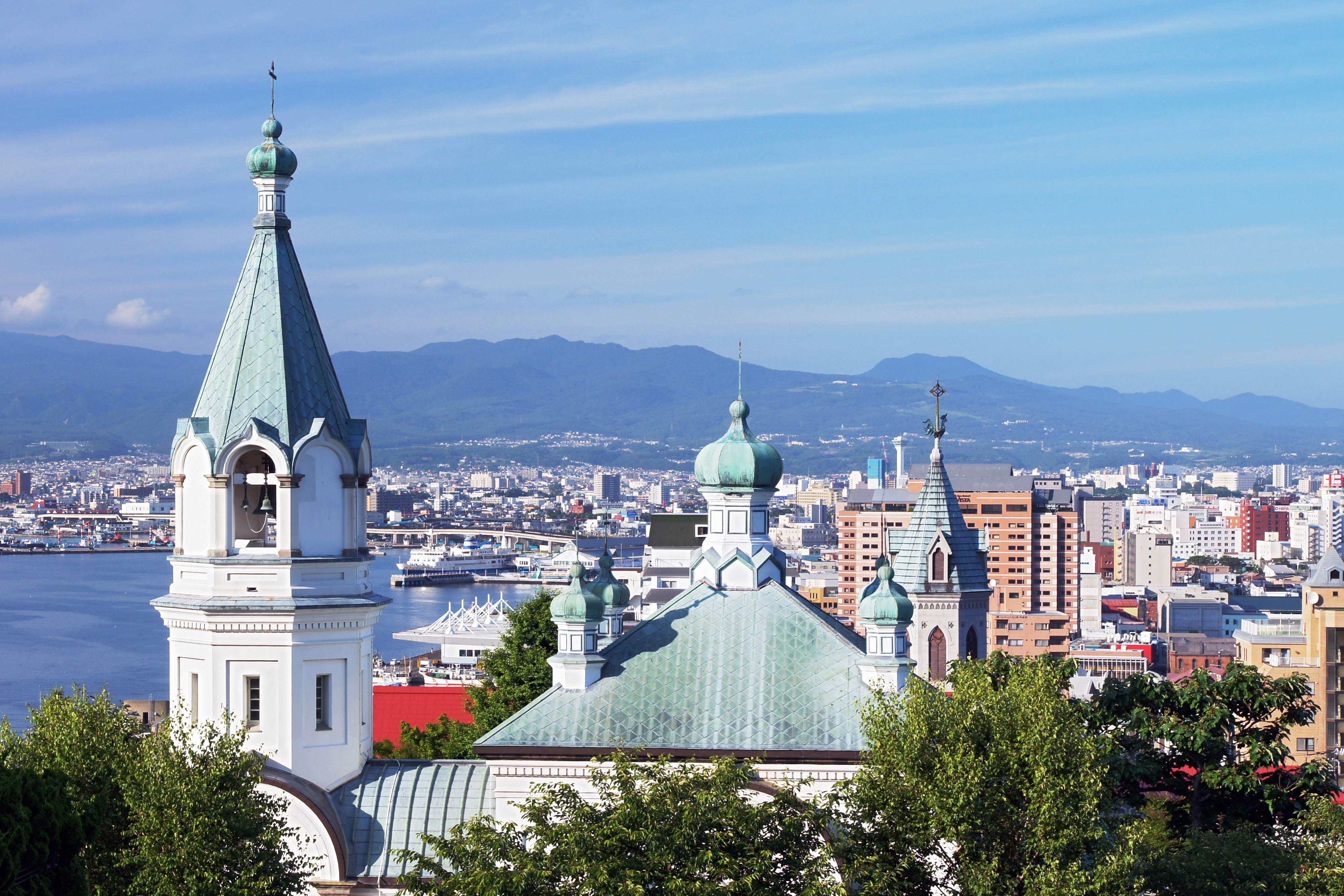
元町から見た函館市中心部

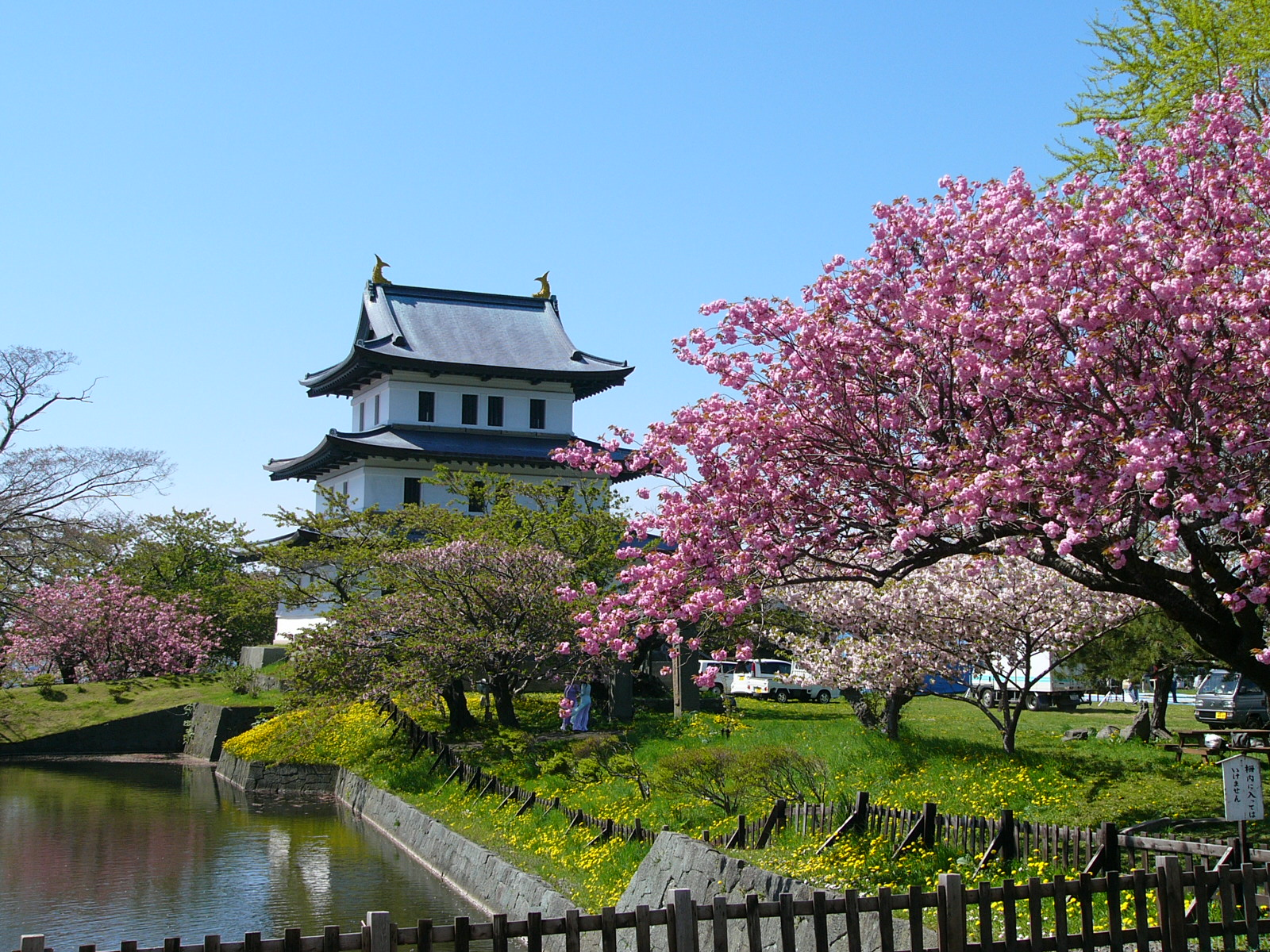
北海道唯一の日本式城郭の松前城

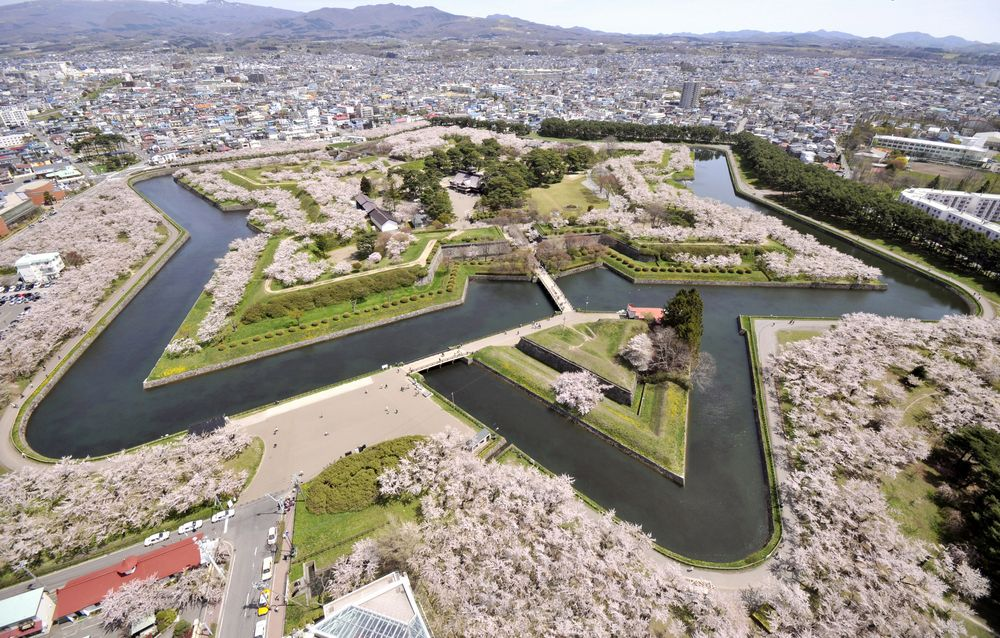
五稜郭

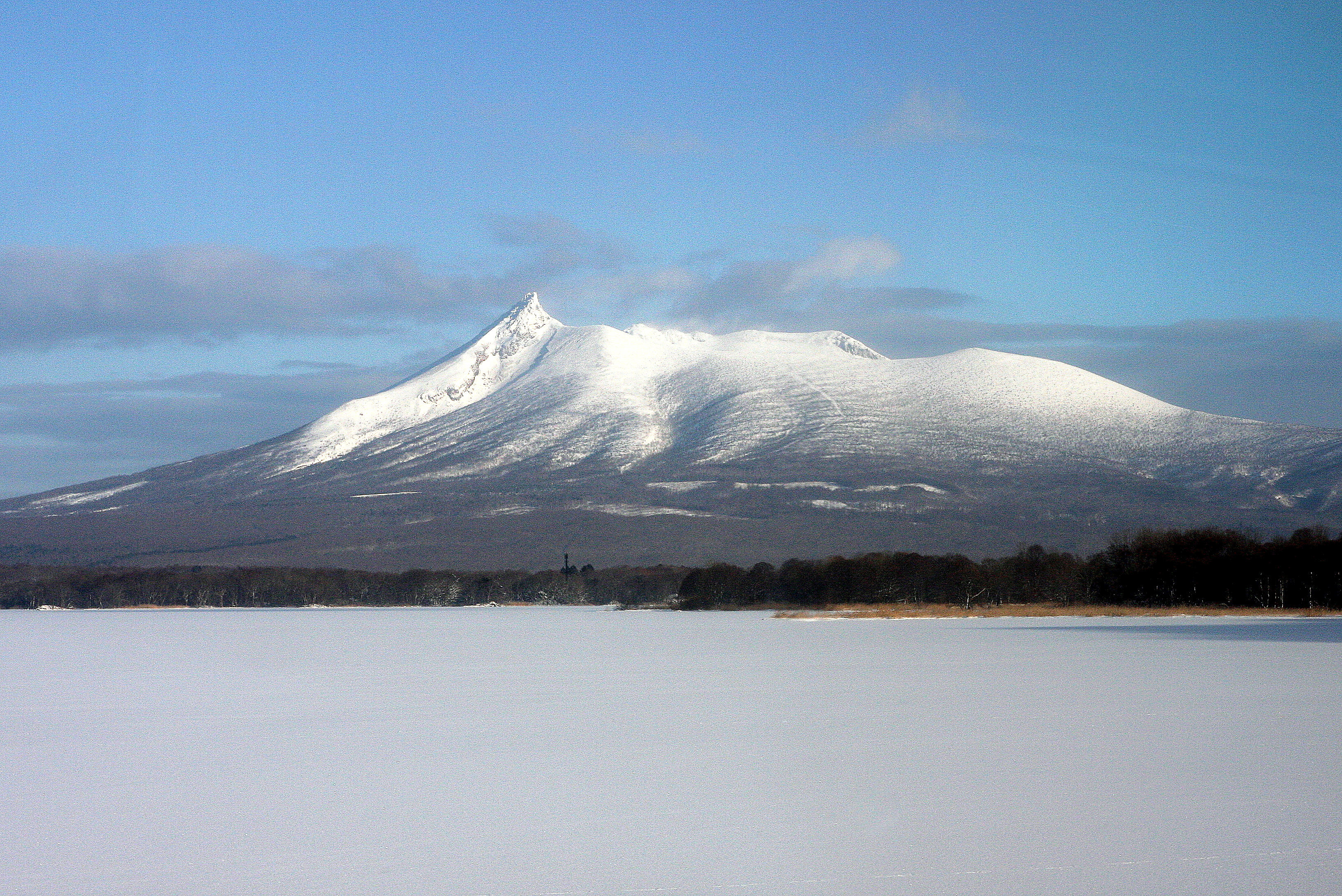
北海道駒ヶ岳

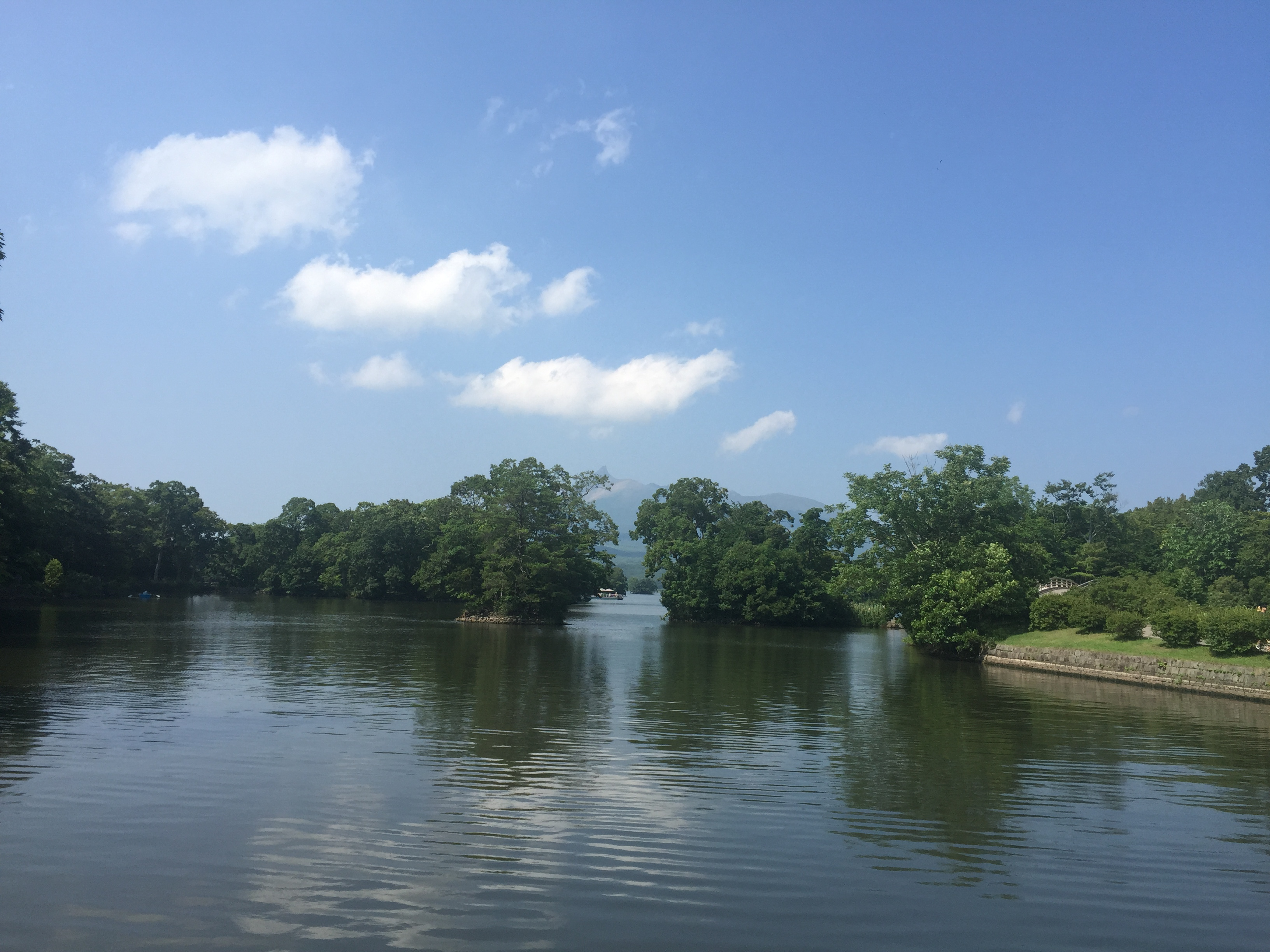
大沼国定公園

## 地理

### 地域
渡島国
- 函館市
- 北斗市
- 松前郡：松前町、福島町
- 上磯郡：知内町、木古内町
- 亀田郡：七飯町
- 茅部郡：鹿部町、森町
- 二海郡：八雲町
- 山越郡：長万部町

#### 都市圏
都市雇用圏（10% 通勤圏）の変遷
以下は、函館市を中心市とする都市雇用圏（10% 通勤圏、中心都市の DID 人口が1万人以上）の変遷である。一般的な都市圏の定義については都市圏を参照のこと。なお、この表で熊石町よりも下の地域は胆振国。
- 10% 通勤圏に入っていない自治体は、各統計年の欄で灰色かつ「-」で示す。

| 支庁 ('80) | 自治体 ('80) | 1980年                 | 1990年                 | 1995年                 | 2000年                 | 2005年                 | 2010年                 | 自治体 （現在） | 総合振興局 （現在） |
| ---------- | ------------ | ---------------------- | ---------------------- | ---------------------- | ---------------------- | ---------------------- | ---------------------- | --------------- | ------------------- |
| 渡島       | 松前町       | -                      | -                      | -                      | -                      | -                      | -                      | 松前町          | 渡島                |
| 渡島       | 福島町       | -                      | -                      | -                      | -                      | -                      | -                      | 福島町          | 渡島                |
| 渡島       | 知内町       | -                      | -                      | -                      | -                      | -                      | -                      | 知内町          | 渡島                |
| 渡島       | 木古内町     | 函館 都市圏 39万5403人 | -                      | -                      | -                      | -                      | -                      | 木古内町        | 渡島                |
| 渡島       | 上磯町       | 函館 都市圏 39万5403人 | 函館 都市圏 37万5536人 | 函館 都市圏 37万3296人 | 函館 都市圏 36万6677人 | 函館 都市圏 37万0744人 | 函館 都市圏 35万5622人 | 北斗市          | 渡島                |
| 渡島       | 大野町       | 函館 都市圏 39万5403人 | 函館 都市圏 37万5536人 | 函館 都市圏 37万3296人 | 函館 都市圏 36万6677人 | 函館 都市圏 37万0744人 | 函館 都市圏 35万5622人 | 北斗市          | 渡島                |
| 渡島       | 七飯町       | 函館 都市圏 39万5403人 | 函館 都市圏 37万5536人 | 函館 都市圏 37万3296人 | 函館 都市圏 36万6677人 | 函館 都市圏 37万0744人 | 函館 都市圏 35万5622人 | 七飯町          | 渡島                |
| 渡島       | 函館市       | 函館 都市圏 39万5403人 | 函館 都市圏 37万5536人 | 函館 都市圏 37万3296人 | 函館 都市圏 36万6677人 | 函館 都市圏 37万0744人 | 函館 都市圏 35万5622人 | 函館市          | 渡島                |
| 渡島       | 戸井町       | 函館 都市圏 39万5403人 | 函館 都市圏 37万5536人 | 函館 都市圏 37万3296人 | 函館 都市圏 36万6677人 | 函館 都市圏 37万0744人 | 函館 都市圏 35万5622人 | 函館市          | 渡島                |
| 渡島       | 恵山町       | -                      | -                      | -                      | -                      | 函館 都市圏 37万0744人 | 函館 都市圏 35万5622人 | 函館市          | 渡島                |
| 渡島       | 椴法華村     | -                      | -                      | -                      | -                      | 函館 都市圏 37万0744人 | 函館 都市圏 35万5622人 | 函館市          | 渡島                |
| 渡島       | 南茅部町     | -                      | -                      | -                      | -                      | 函館 都市圏 37万0744人 | 函館 都市圏 35万5622人 | 函館市          | 渡島                |
| 渡島       | 鹿部村       | -                      | -                      | -                      | -                      | -                      | -                      | 鹿部町          | 渡島                |
| 渡島       | 砂原町       | -                      | -                      | -                      | -                      | -                      | -                      | 森町            | 渡島                |
| 渡島       | 森町         | -                      | -                      | -                      | -                      | -                      | -                      | 森町            | 渡島                |
| 檜山       | 熊石町       | -                      | -                      | -                      | -                      | -                      | -                      | 八雲町          | 渡島                |
| 渡島       | 八雲町       | -                      | -                      | -                      | -                      | -                      | -                      | 八雲町          | 渡島                |
| 渡島       | 長万部町     | -                      | -                      | -                      | -                      | -                      | -                      | 長万部町        | 渡島                |

### 人口

#### 人口変遷
{{{annotations}}}
| |                                                |  |
| 渡島総合振興局と全国の年齢別人口分布（2005年） | 渡島総合振興局の年齢・男女別人口分布（2005年） |  |
| ■紫色 ― 渡島総合振興局 ■緑色 ― 日本全国 | ■青色 ― 男性 ■赤色 ― 女性                      |  |
| 渡島総合振興局（に相当する地域）の人口の推移 \| 1970年（昭和45年） \| 491,061人 \| \| \| 1975年（昭和50年） \| 503,823人 \| \| \| 1980年（昭和55年） \| 517,383人 \| \| \| 1985年（昭和60年） \| 511,456人 \| \| \| 1990年（平成2年） \| 488,092人 \| \| \| 1995年（平成7年） \| 478,377人 \| \| \| 2000年（平成12年） \| 465,479人 \| \| \| 2005年（平成17年） \| 449,435人 \| \| \| 2010年（平成22年） \| 427,807人 \| \| \| 2015年（平成27年） \| 404,987人 \| \| \| 2020年（令和2年） \| 380,158人 \| \| |                                                |  |
| 総務省統計局 国勢調査より |                                                |  |
| 1970年（昭和45年） | 491,061人                                      |  |
| 1975年（昭和50年） | 503,823人                                      |  |
| 1980年（昭和55年） | 517,383人                                      |  |
| 1985年（昭和60年） | 511,456人                                      |  |
| 1990年（平成2年） | 488,092人                                      |  |
| 1995年（平成7年） | 478,377人                                      |  |
| 2000年（平成12年） | 465,479人                                      |  |
| 2005年（平成17年） | 449,435人                                      |  |
| 2010年（平成22年） | 427,807人                                      |  |
| 2015年（平成27年） | 404,987人                                      |  |
| 2020年（令和2年） | 380,158人                                      |  |

## 歴史

### 沿革
- 1897年（明治30年） - 亀田支庁、松前支庁、函館支庁設置
- 1899年（明治32年） - 亀田支庁と函館支庁を統合、存続支庁の亀田支庁を函館支庁に改称
- 1903年（明治36年） - 松前支庁を函館支庁に統合
- 1922年（大正11年） - 渡島支庁に改称
- 2005年（平成17年）10月1日 - 山越郡八雲町が檜山支庁管内の熊石町と合併し二海郡八雲町となり、旧熊石町域を管内に加える。
- 2010年（平成22年） - 渡島支庁を渡島総合振興局に改組

## 政治

### 所管
従来の渡島支庁と同一であるが、条例により「広域で所管することが望ましい業務」に関しては隣接する檜山振興局管内を含む渡島・檜山地方全域において事務を担当する。
14支庁を9総合振興局・5振興局へ再編する北海道総合振興局設置条例では、道南総合振興局（どうなんそうごうしんこうきょく）の名称で、檜山支庁より改組される檜山振興局を下部組織として設置する予定であったが、「格下げ」に対する反発が生じたことから2009年（平成21年）3月に条例を改正。名称を支庁と同じ「渡島総合振興局」とし、檜山振興局については総合振興局と同等の地位（地方自治法上の支庁）とされた。

### 部局
- 総合振興局直轄 （総務課、課税課、納税課）
- 地域創生部 （地域政策課（新幹線推進室））
- 保健環境部 （社会福祉課（子ども子育て支援室）、環境生活課）
  - 保健行政室 （企画総務課、健康推進課、生活衛生課、試験検査課）
  - 八雲地域保健室 （企画総務課、健康推進課、生活衛生課）
  - 松前社会福祉事務出張所
  - 木古内地域保健支所
  - 森地域保健支所
  - 今金地域保健支所
- 産業振興部 （商工労働観光課、農務課、農村振興課、林務課、水産課）
  - 渡島農業改良普及センター
    - 渡島北部支所

  - 渡島地区水産技術普及所
    - 松前支所

  - 渡島北部地区水産技術普及所
- 東部森林室 （管理課、普及課、森林整備課）
- 西部森林室 （管理課、普及課、森林整備課）
- 函館建設管理部
  - 建設行政室 （建設行政課、建設指導課、入札契約課）
  - 用地管理室 （用地課、維持管理課）
  - 事業室 （地域調整課、道路課、治水課、事業課（施設保全室））
  - 松前出張所
  - 八雲出張所
  - 江差出張所 （施設保全室）
  - 奥尻出張所 （施設保全室）
  - 今金出張所
- 北海道渡島保健所 （企画総務課、健康推進課、生活衛生課、試験検査課）：保健環境部に併置
  - 木古内支所：保健環境部木古内地域保健支所に併置
  - 森支所：保健環境部森地域保健支所に併置
- 北海道八雲保健所 （企画総務課、健康推進課、生活衛生課）：保健環境部八雲地域保健室に併置
  - 今金支所：保健環境部今金地域保健支所に併置
- 北海道渡島家畜保健衛生所 （BSE検査室）
- 北海道八雲食肉衛生検査所 （指導課、食肉検査課）

## 交通

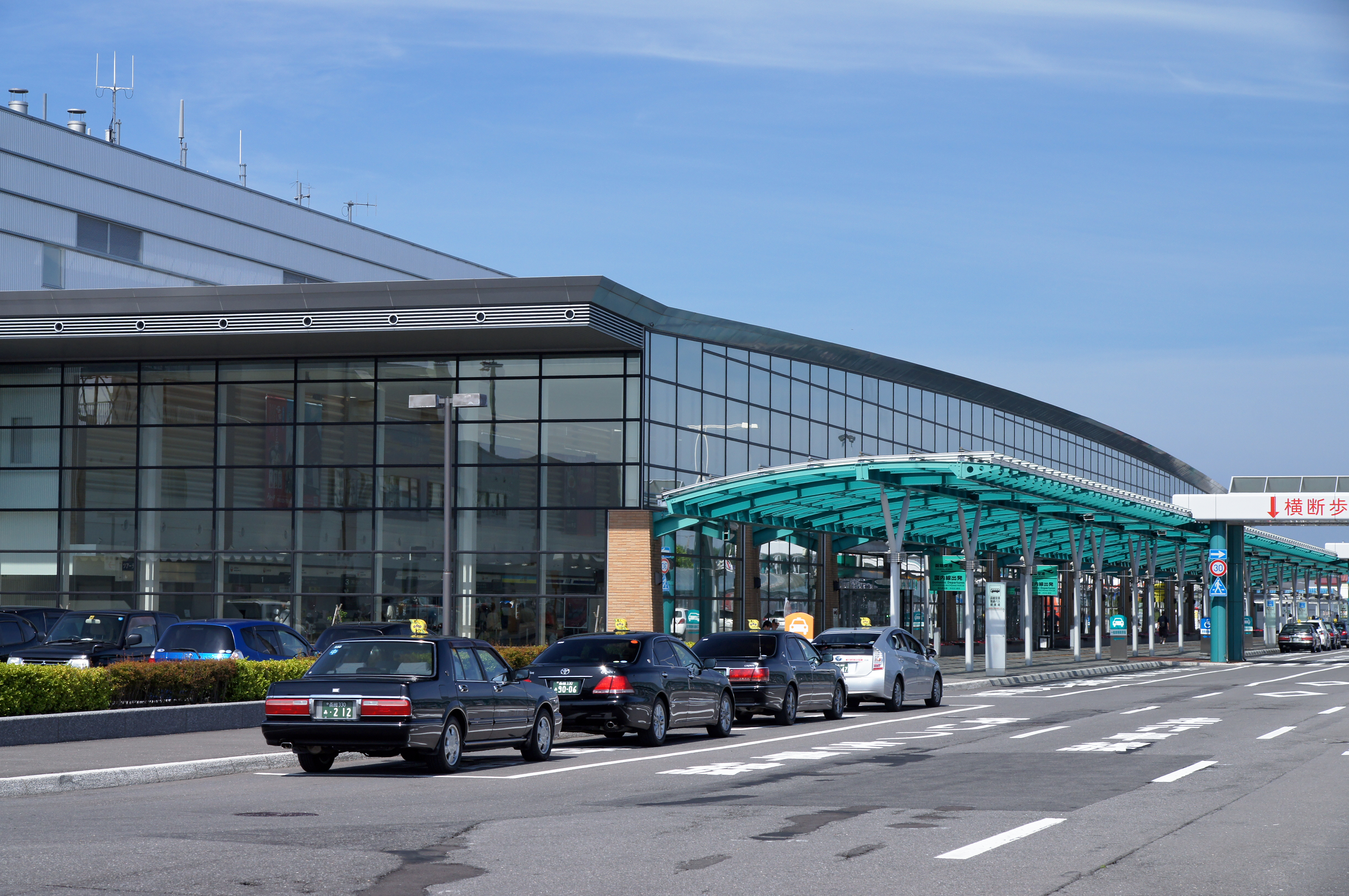
函館空港

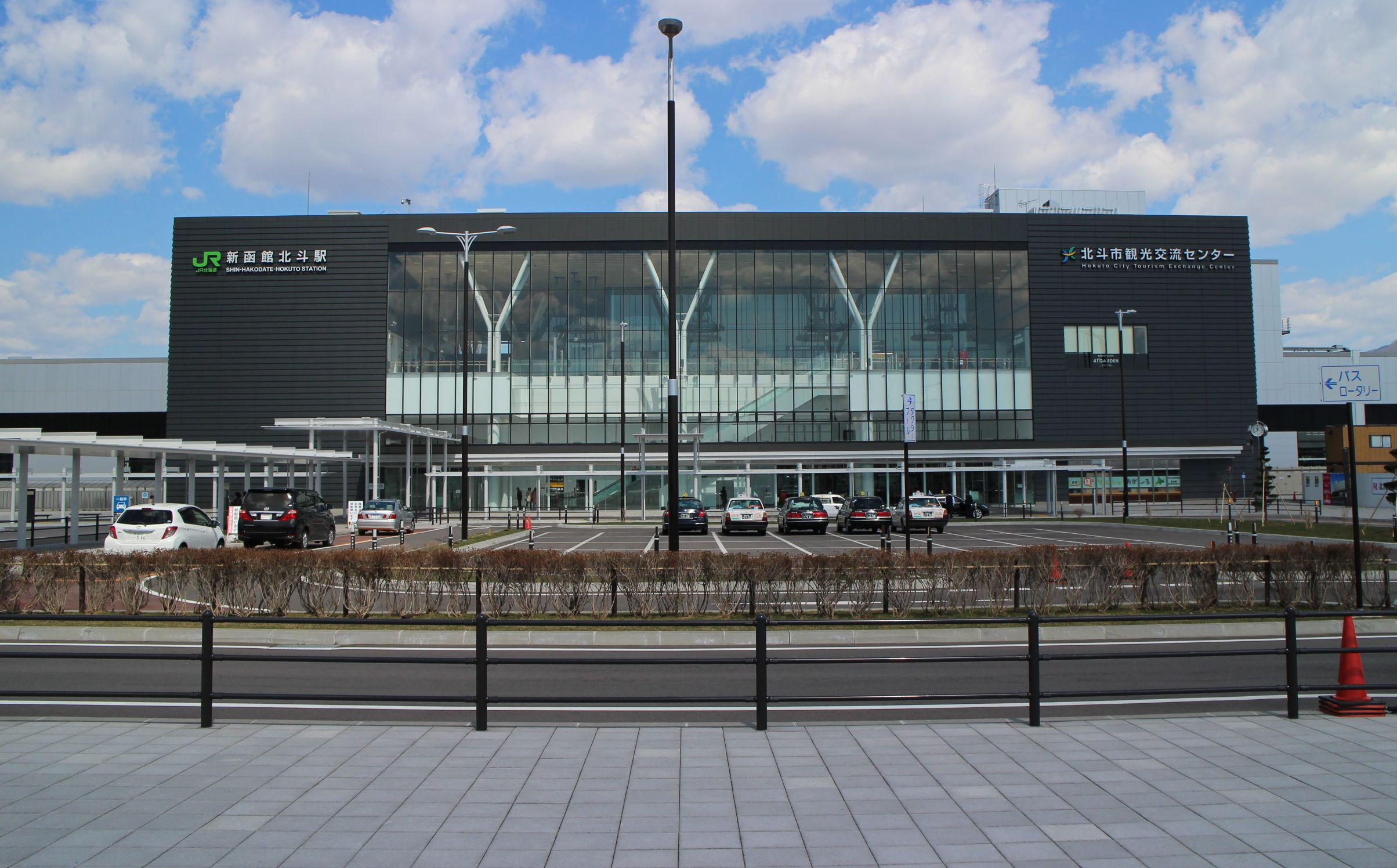
新函館北斗駅

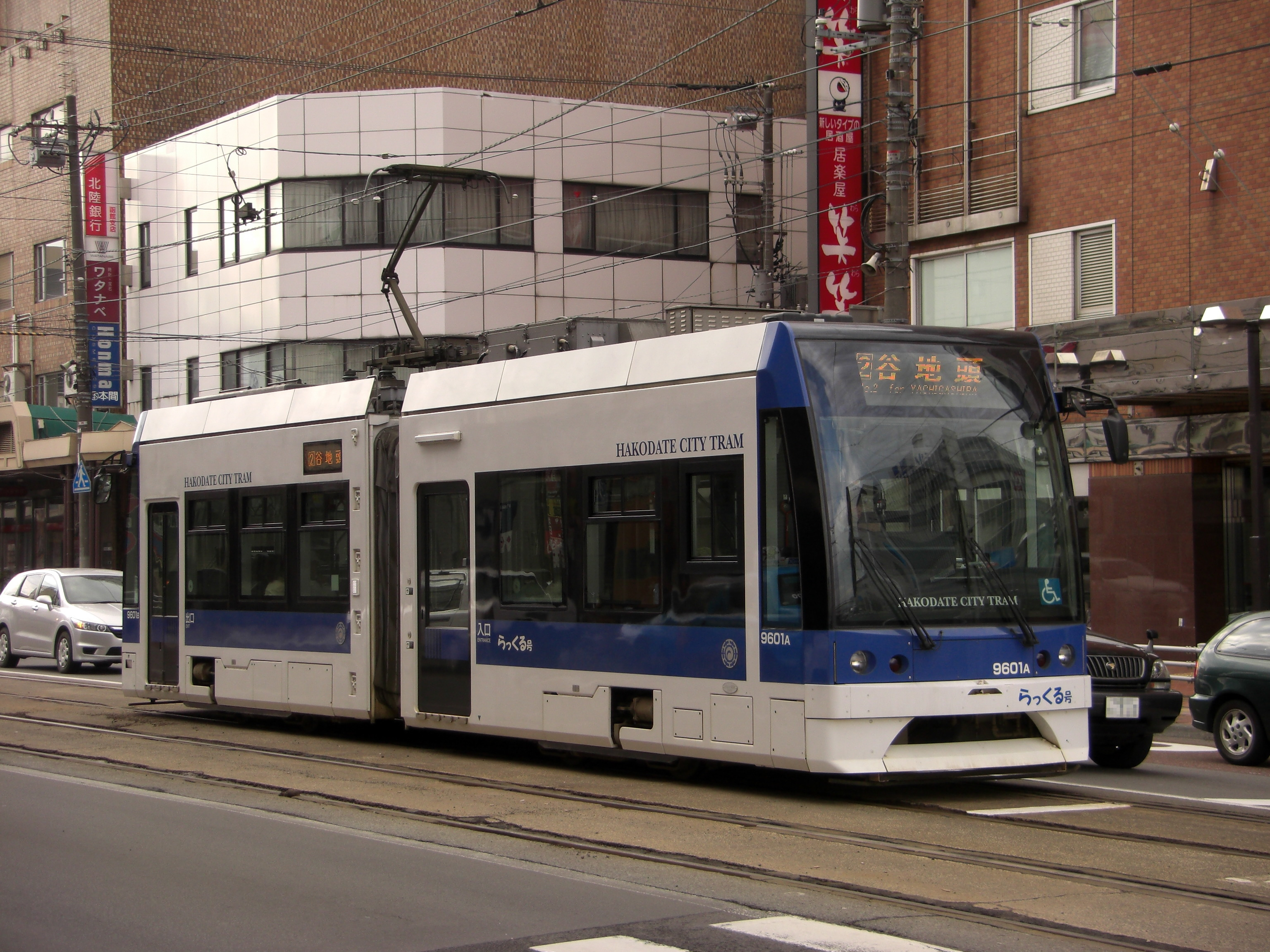
函館市電

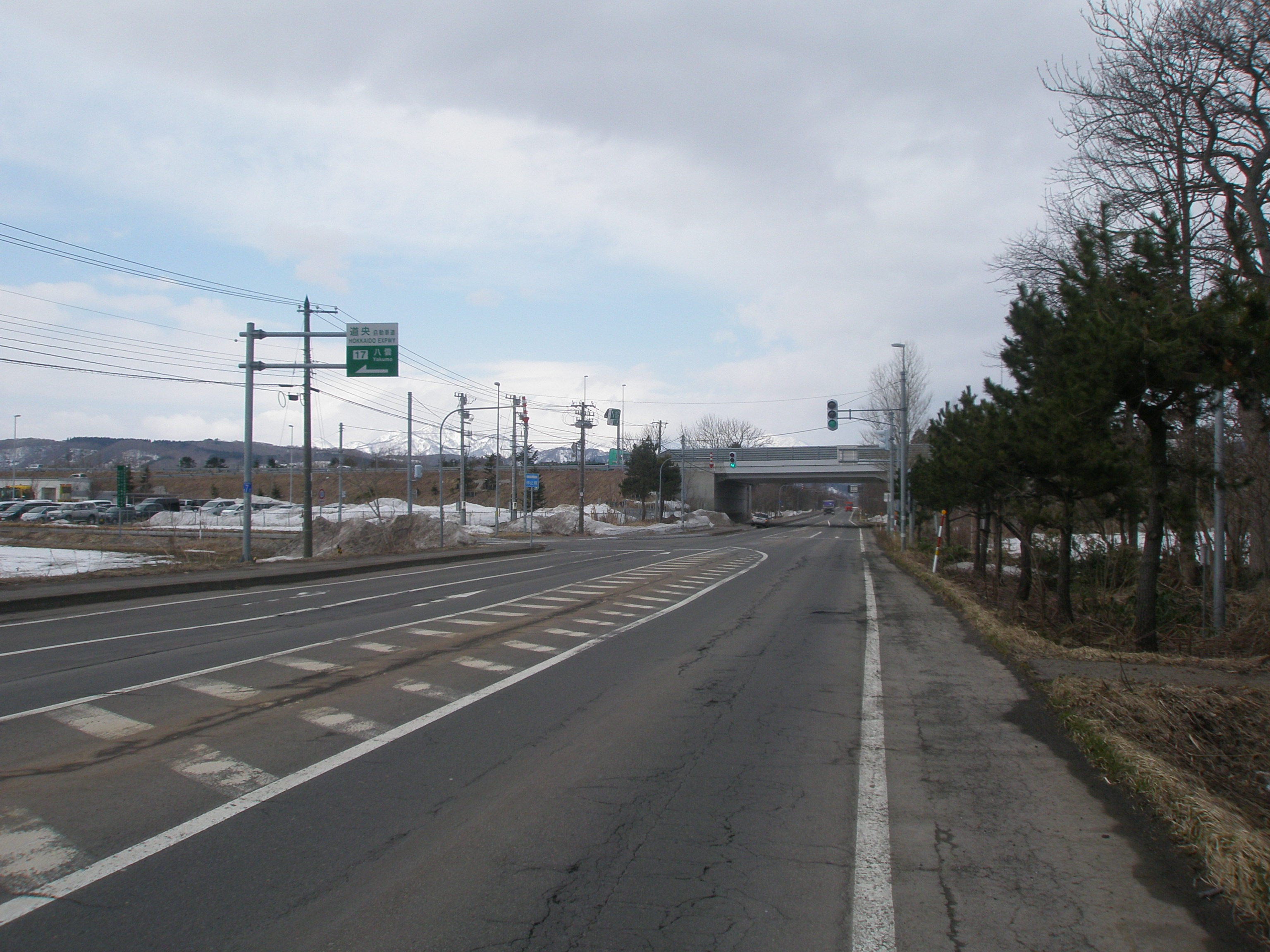
道央自動車道と国道277号

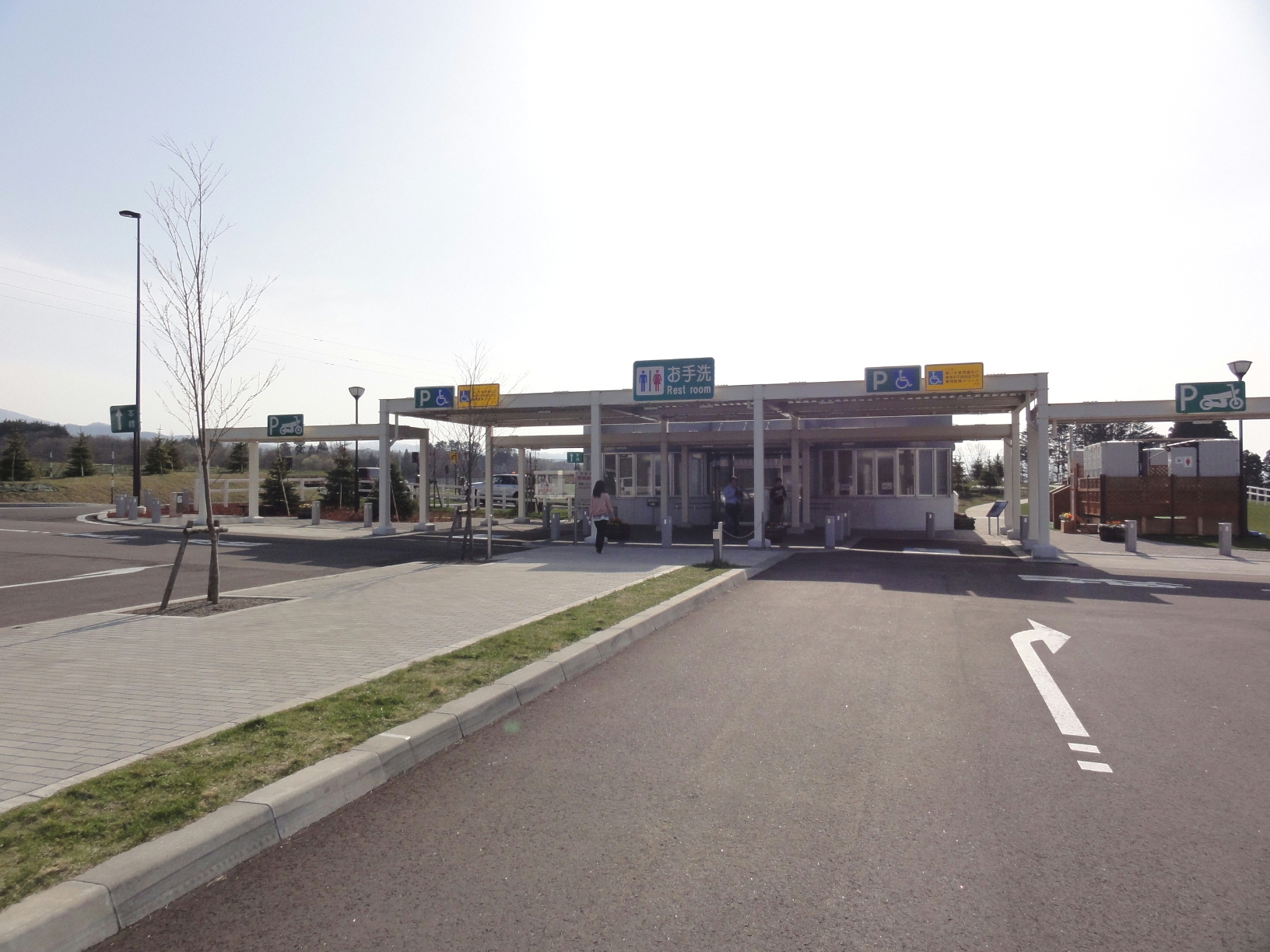
八雲PA

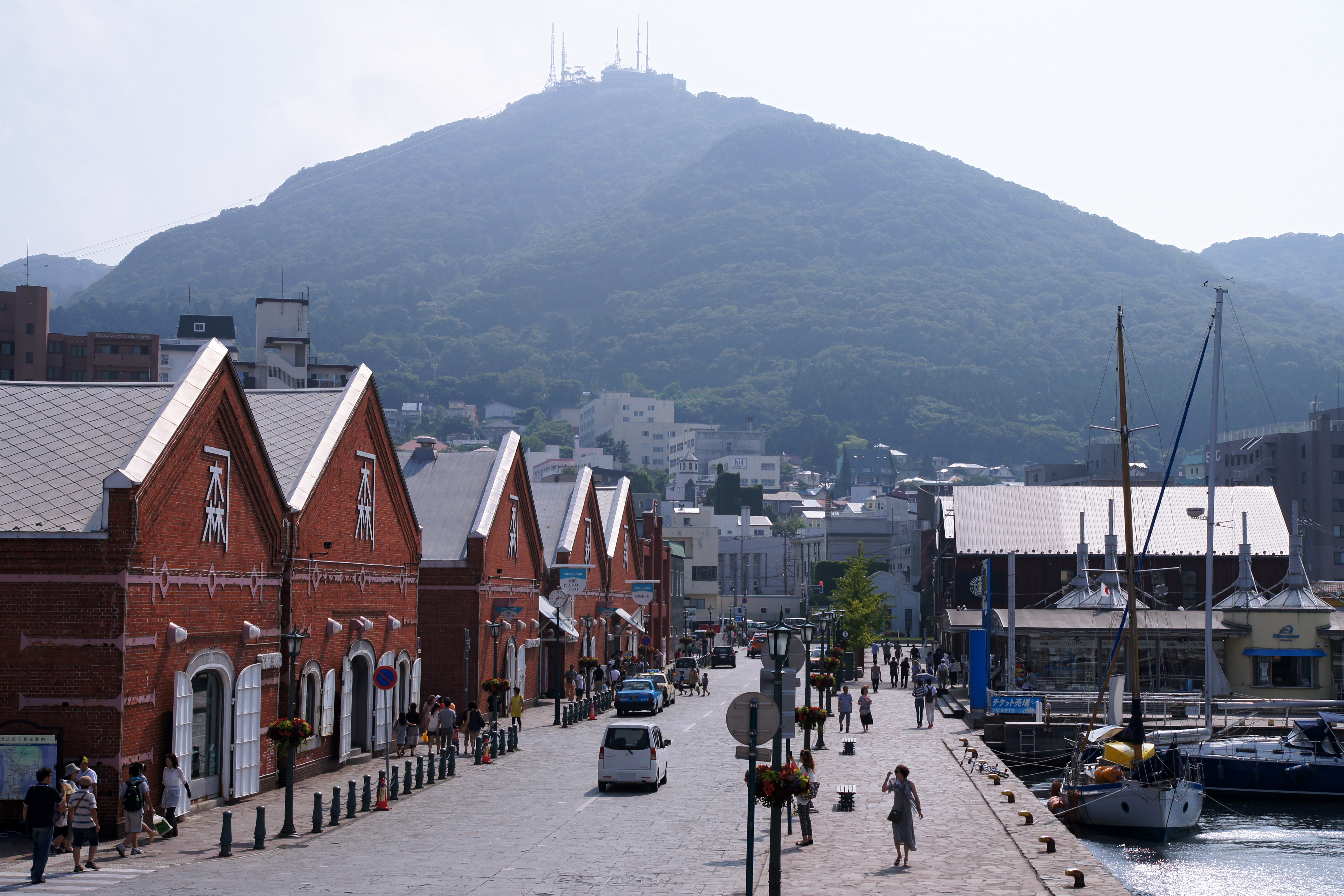
函館港

### 空港
- 函館空港
- 八雲飛行場

### 鉄道

#### 新幹線
北海道旅客鉄道（JR北海道）
- 北海道新幹線：木古内駅 - 新函館北斗駅（ - 新八雲駅〈仮称〉 - 長万部駅 - ）

※新函館北斗 - 札幌間は事業中。

#### 鉄道路線
北海道旅客鉄道（JR北海道）
- ■ 函館本線
- 室蘭本線
- ■ 海峡線
- ■ 道南いさりび鉄道線

### 軌道
函館市電（函館市企業局交通部）：4路線2系統

### 道路

#### 高速道路
- E5 道央自動車道
- E5 函館新道
- E59 函館江差自動車道

#### 国道
- 国道5号
- 国道37号
- 国道227号
- 国道228号
- 国道229号
- 国道230号
- 国道278号
- 国道279号
- 国道280号
- 国道338号

#### 道道
主要地方道
- 北海道道5号江差木古内線
- 北海道道9号寿都黒松内線
- 北海道道29号上磯厚沢部線
- 北海道道41号函館恵山線
- 北海道道42号八雲北檜山線
- 北海道道43号大沼公園鹿部線
- 北海道道63号函館空港線
- 北海道道67号八雲厚沢部線
- 北海道道83号函館南茅部線
- 北海道道96号上磯峠下線
- 北海道道100号函館上磯線
- 北海道道149号大沼公園インター線

一般道道
- 北海道道202号八雲停車場線
- 北海道道231号椴法華港線
- 北海道道262号新函館北斗停車場線
- 北海道道263号八雲今金線
- 北海道道264号七飯療養所線
- 北海道道338号大沼公園線
- 北海道道347号赤川函館線
- 北海道道380号松前停車場線
- 北海道道383号木古内停車場線
- 北海道道435号松前港線
- 北海道道457号函館漁港線
- 北海道道480号鹿部停車場線
- 北海道道530号上磯停車場線
- 北海道道531号小谷石渡島知内停車場線
- 北海道道532号岩部渡島福島停車場線
- 北海道道571号五稜郭公園線
- 北海道道572号八雲港線
- 北海道道573号桜野野田生停車場線
- 北海道道605号中野木古内停車場線
- 北海道道606号霞台森停車場線
- 北海道道607号石崎松前線
- 北海道道633号函館港線
- 北海道道635号元村恵山線
- 北海道道636号渡島吉岡停車場線
- 北海道道675号立待岬函館停車場線
- 北海道道676号七飯大野線
- 北海道道698号湯の里渡島知内停車場線
- 北海道道756号大野上磯線
- 北海道道778号濁川温泉線
- 北海道道794号森停車場線
- 北海道道812号館町福島線
- 北海道道842号大峯双葉線
- 北海道道843号宿野辺保養基地線
- 北海道道879号米原古川線
- 北海道道969号大野大中山線
- 北海道道970号蛾眉野原木線
- 北海道道980号臼尻豊崎線
- 北海道道1028号森砂原線
- 北海道道1029号花浦内浦線
- 北海道道1067号七重浜停車場線
- 北海道道1132号函館臨空工業団地線
- 北海道道1141号長万部公園線
- 北海道道1155号落部インター線
- 北海道道1156号森インター線
- 北海道道1167号北斗茂辺地インター線
- 北海道道1176号新函館北斗停車場七飯線

### 航路

#### 港湾
重要港湾
- 函館港（重点港湾・特定港）

地方港湾
- 松前港

#### 船舶
- 津軽海峡フェリー
  - 函館港 - 青森港
  - 函館港 - 大間港
- 青函フェリー
  - 函館港 - 青森港